# Археологія Владимирської області
Археологія Владимирської області — археологія території Владимирської області Росіїйської Федерації.

## Давньокам'яна доба
Найдавніші сліди перебування людини відносяться до верхньої давньокам'яної доби. Виявлено стоянки людини верхнього палеоліту:
- датовану близько 34 тисячами років до Р. Х. у місцевості Сунгир міста Владимир;
- стоянка Русаніха у межах Владимира;
- Карачаровська стоянка у місцевості Карачарово міста Муром.

## Середньокам'яна доба
До середньокам'яної доби відноситься 50 стоянок, що виявлені на території області. Серед найвідоміших: Єлін Бор (25 км від Мурома), Микулино, Петрушино, що віднесені до Бутовської культури (сер. VII — сер. VI тисячоріччя до Р. Х.) Оскільки вони розташовувалися на піску, то залишків дерева і кістки не виявлено, а знайдені тільки уламки кам'яних знарядь (крем'яні наконечники стріл, ножі, скребки, різці і проколи). Виявлено вкладиші геометричних малих каменів — мікролітів і грубі сокироподібні знаряддя; вивчені і залишки жител.

## Новокам'яна доба
За новокам'яної доби (6-те — початок 2-го тисячоріччя до Р. Х.) виявлено групи поселень: над озером Віша (Муромський район) — 16 стоянок, на озері Велике (Гороховецький район) — 22, стоянки біля Петушков на Клязьмі, стоянка Бутриха у В'язниківському районі, серія окських стоянок у Муромському районі, Садовий Бор на річці Тєші, стоянка над річкою Ушні тощо. У Волзько-Окському межиріччі наприкінці 6-го — до початку 4-го тисячоріччя до Р. Х. була поширена верхньоволзька культура. Кераміка цієї культури мала відбитки гребінчастого штампу. Крем'яні знаряддя стали різноманітними: скребки, ножі, стріли, рубаючі знаряддя (поселення Колп у сельці Константиново Гусь-Хрустального району).
Тут була поширена культура ямково-гребінцевої кераміки (5 — 3-е тис. до Р. Х.). Глиняні посудини — гостродонні або круглодонні — прикрашалися орнаментом рядів глибоких ямок, що чергуються смугами відбитків гребінчастого, зубчастого штампів (Мало-Окуловська стоянка). Поряд з цією культурою на території краю зустрічаються пам'ятники трьох споріднених культур — льяловської (на заході), балахнинської (на сході), рязанської (на півдні). Припинення цих культур на території області пов'язано з розселенням племен волосівської культури (друга половина 3-го — середина 2-го тис. до Р. Х.).

## Бронзова доба
За бронзової доби тут мешкали племена скотарів фатьянівської культури. Пам'ятники бронзової доби у Владимирській області також представлені поселеннями або могильниками поздняковської, абашевської культур і культури ранньої сітчастої кераміки.
Спочатку чиста мідь, й потім бронза з'являється у лісовій зоні Волзько-Окського межиріччя під впливом переселення племен з південних територій. У другій половині III — початку II тисячоріччя до Р. Х. у складі населення Східної і Середньої Європи відбулися значні зміни. Праслов'янські племена, що займали великі простори, стикалися з місцевим населенням від Волги на сході до Рейну на заході, від Південної Скандинавії на півночі до Швейцарії і Середнього Подніпров'я на півдні. Культури цих народів отримали назву культур шнурової кераміки (лійкоподібних келихів і човноподібних сокир, бойових сокир тощо).

### Волосовська культура
Волосовська культура (друга половина 3-го — середина 2-го тис. до Р. Х.) представлена стоянками Панфилово і Колп. На Панфіловській стоянці зустрічаються і мідні предмети, що говорять про контактах з сусідніми племенами, що вже освоїли виплавку міді і бронзи.

### Фатьянівська культура
Пам'ятники фатьянівської культури виявлені у західних районах Волзько-Окського межиріччя і в Ярославсько-Костромському Надволжі. Вчені вивчають їх понад 130 років. Основні знахідки в похованнях — крем'яні ножі, глиняні кулясті посудини, мідні сокири — знайшли у похованнях вождів. Для жіночих могил характерні мідні браслети, персні, сережку з зубів і кісток тварин, намисто з раковин. Виявлено ритуальні поховання тварин — ведмедів і собак. Фатьянівський могильник біля села Шашово (місто Ковров) містить окремі предмети, в тому числі сокири.

### Поздняковська культура
На території Владимирської області виявлено поселення і могильники поздняковської культури (друга половина II тисячоріччя до Р. Х.), що утворилася в результаті змішування місцевого населення і прийшлого з Дону різномовних скотарських племен зрубної культури. Її поселення розташовувалися на краю річкових долин, мали основний тип житла — напівземлянки (село Малі Липки Вязниковського району). Могильники — курганні і грунтові — виявлені біля сельця Битюково і села Борисогліб Муромського району. Вони були у вигляді насипу висотою до 1,5 метра і діаметром близько 10 метром. Там виявлені поховання в ямах, в скорченому положенні, оточені глиняними посудинами, бронзовими намистом, браслетами, бронзовими ножами. Кераміка прикрашена зубчастими штампами — «перлинами».

### Абашевська культура
На річці Нерехта біля сельця Сенінські Дворики (Ковровський район) виявлено могильник абашевської культури (сер. II тисячоріччя до Р. Х.). Виявлено речі, стріли, крем'яні та бронзові ножі. Орнамент нанесений зі зубчастим штампом.

### Культура сітчастої кераміки
Наприкінці бронзової доби на великій території лісової зони Східної Європи сформувалася нова культурна спільність — культура сітчастої кераміки. Глиняні посудини виготовлялися всередині спеціальних мішечків. Ця кераміка виявлена біля сельця Нова, Вязниковського району: уламки круглодонних і плоскодонних посудин з сітчастою відбиткою. Цю кераміку супроводжують вироби з міді та бронзи.
Крем'яні знаряддя стали мати різну форму — кам'яні поліровані сокири, долота, тесла. У похованнях зустрічаються кістяні знаряддя, фігурки людей, тварин, птахів, риб. Крем'яні фігурки мали виїмки для прив'язування і носіння їх як амулети. Серед фігурок переважають зображення основних промислових тварин: ведмідь, лось, кабан, дикий бик, видра, бобер, борсук і птахів: качка, глухар.

## Залізна доба

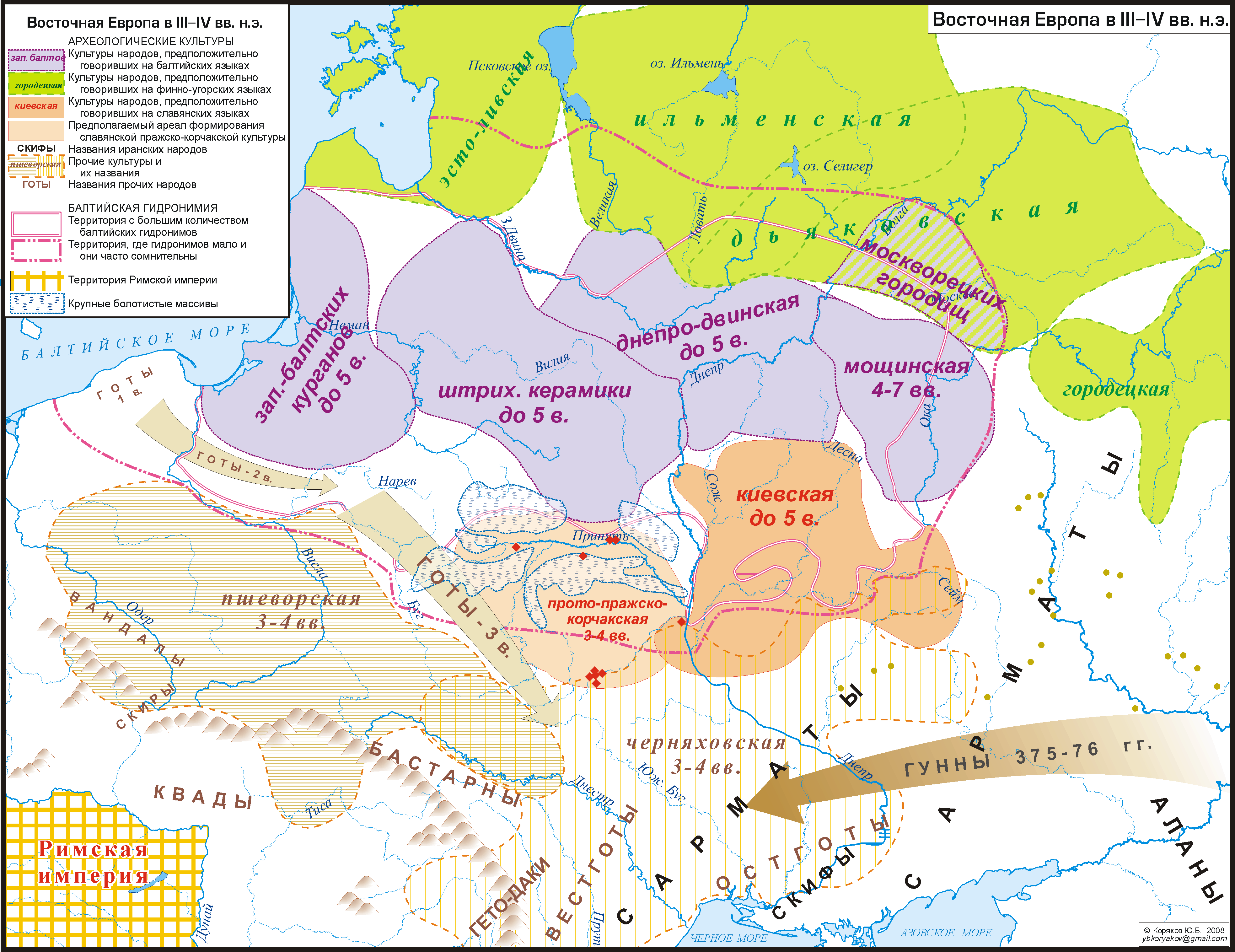
Владимирська область на межі волзько-фінських дяковської і городецької культур

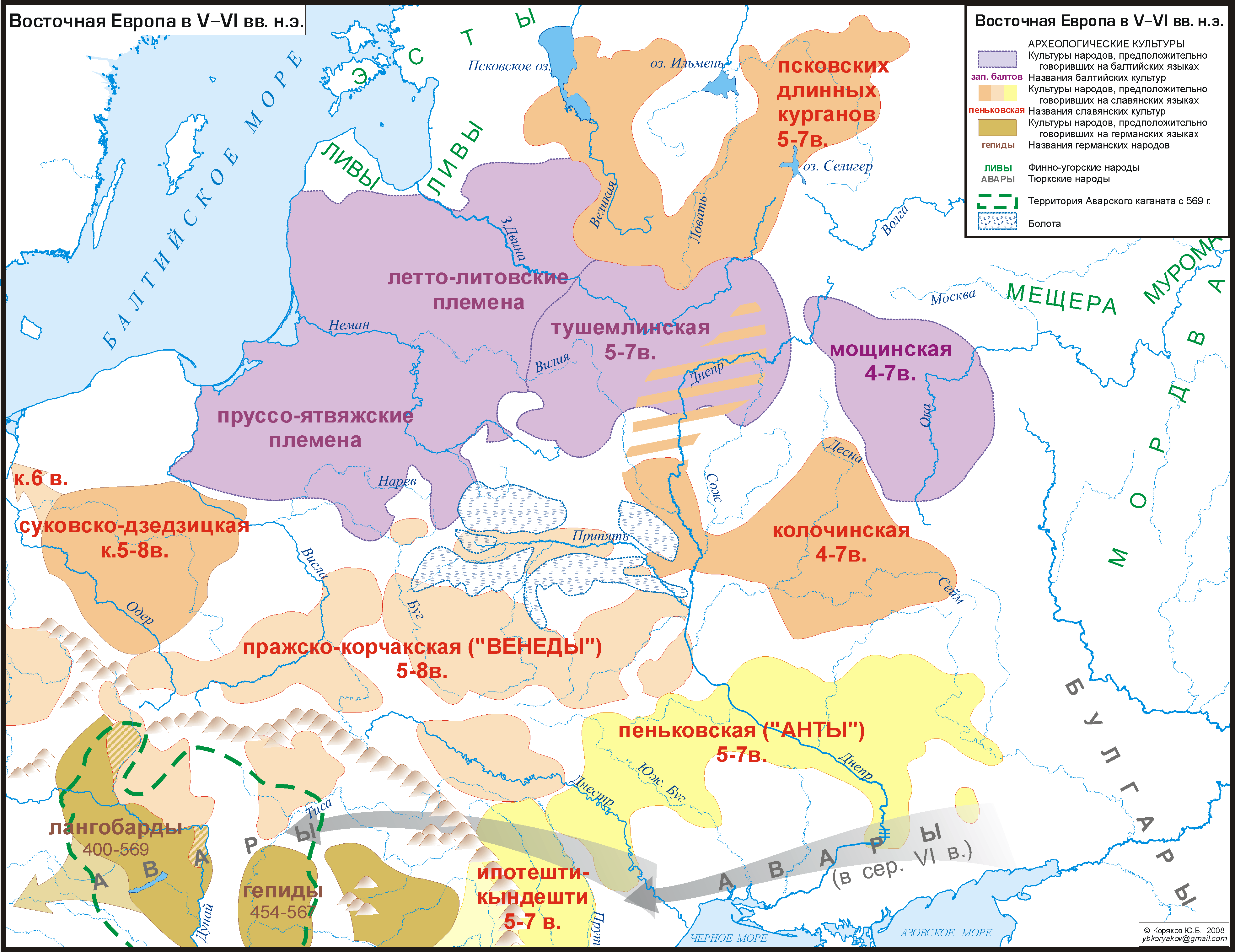
Владимирську землю за раннього середньовіччя населяли меря, мурома й мещера

За часів залізної доби Владимирську областю населяли переважно фіно-угорські племена. Основну частину області населяли волзько-фінські племена дяковської культури. У Надоччі на південному сході області мешкали мордовські племена городецької культури.

### Дяковська культура
Дяковська культура (700 рік до Р. Х. — 500 рік по Р. Х.) територія Владимирської області належала племенам меря, предки сучасних марійців. Дослідження дяковської культури на Владимирщині майже не проводиться. Останнє таке дослідження дяковських пам'яток було проведено Олександром Бадером у 1926—1929 роках.
В 800—500 роках з'являються мерянські укріплені городища у великій кількості. Вони виросли на основі поселень культури сітчатої кераміки і спочатку мало від неї відрізнялися. Мерянські городища виявлені на Мещерських озерах, неподалік від меж Владимирської області; на Клязьмі, на її правому березі, городище біля села Пірово-Городищі біля від В'язників на невеликому, високому мисі в межах руського городища Ярополча.
Мерянське городище Лиса Гора на околиці Гороховця. Захищене з трьох сторін крутими схилами берега Клязьми, ще з 1-го тисячоріччя до Р. Х. було укріплено з четвертого боку земляним валом і тином або муром, й згодом, в 1-му тисячолітті по Р. Х., його площа була значно розширена і захищена потужним другим валом. Матеріали розкопок городища різні: в найдавнішій частині його глиняний посуд має текстильні відбитки на зовнішній поверхні; більш молодої частини городища відповідає культурний шар з неорнаментованою, гладкою керамікою.
Два вали має Тархановське городище у Вязниковському районі.

### Городецька культура
Городецька культура (700 рік до Р. Х. — 200 рік по Р. Х.) на території Владимирської області належала племенам мурома та мещера. Великий матеріал з двох культурних шарів дали розкопки муромського Кондраковського городища, розташованого на правому березі Оки нижче Мурома, на північному краю Мордовського плато. На Кондратовському городищі верхній культурний шар з неорнаментованою керамікою, ймовірно, муроми; на нижньому шарі городища виявлено кераміку з шнуровим орнаментом, що привезена сюди зі сходу; вона вказує на тісні зв'язки Надоччя в 1-му тисячоріччі до Р. Х. з населенням Ананьїнської культури Волго-Кам'я, яке було за мовою пермсько-фінським, тоді як племена у Надоччі та на Клязьмі — волзько-фінськими.